# Phlebotomus erebicola
Phlebotomus erebicola är en tvåvingeart som beskrevs av Quate 1965. Phlebotomus erebicola ingår i släktet Phlebotomus och familjen fjärilsmyggor.
Artens utbredningsområde är Filippinerna. Inga underarter finns listade i Catalogue of Life.